# Arnulf de Carintia
Arnulf de Carintia (în slovenă Arnulf Koroški, în germană Arnulf von Kärnten; n. 850 d.Hr. – d. 8 decembrie 899 d.Hr., Regensburg, Germania), aparținând Dinastiei Carolingiene, a fost rege al Franciei Răsăritene din 887 și împărat al Sfântului Imperiu Roman din 894 până la moartea sa.

## Biografie
Arnulf a fost fiul nelegitim al lui Carloman de Bavaria cu concubina acestuia Liutswind de origine carintiană. A primit moștenire de la tatăl său Ducatul Carintia, celelalte teritorii ale acestuia și anume Bavaria și Regatul Italiei revenindu-le lui Ludovic cel Tânăr și respectiv lui Carol cel Gras. Arnulf jucat un rol decisiv în detronarea unchiului său, împăratul Carol cel Gras, dar a fost încoronat doar rege al regatului franc răsăritean deși Carol condusese întregul Imperiu Carolingian. 
În 893 Papa Formosus neavând încredere în noii împărați Guido și fiul acestuia Lamberto, îi trimite o cerere de a elibera Italia cu promisiunea de a fi încoronat la Roma. Acesta trimite o armată condusă de fiul său Zwentibold în ajutorul lui Berengaro de Friuli. Aceștia au o serie de succese în fața lui Guido, dar acestea nu sunt decisive. În cele din urmă, în 894 Guido moare în condiții suspecte, iar fiul acestuia este confirmat împărat, în ciuda refuzului papei care este făcut prizonier. 
În toamna lui 895 Arnulf traversează Alpii și în februarie 896 cucerește Roma fiind încoronat de către papă drept Rege al Italiei și împărat. Cu toate acestea, Arnulf nu a deținut puterea în Italia decât pe durata șederii lui în peninsulă, fiind nevoit să se retragă spre sfârșitul anului fără a avea o victorie decisivă în fața lui Lamberto, din motive de sănătate. La moartea lui, în anul 899, a fost urmat la tronul Franciei Răsăritene de fiul său  Ludovic Copilul. 